# جغرافیای لیختن‌اشتاین

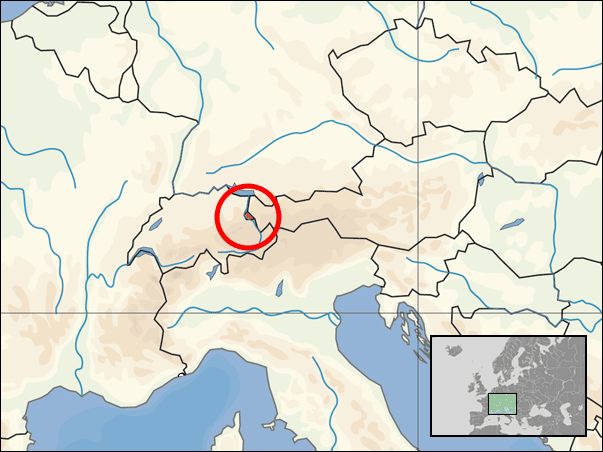
لیختن‌اشتاین میان سوئیس و اتریش قرار گرفته است.

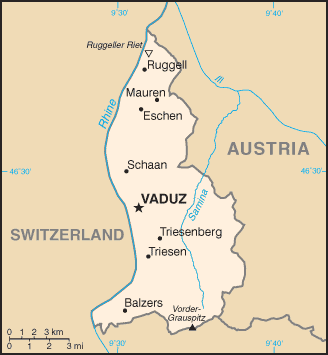

لیختِن‌اِشتاین سومین کشور کوچک در اروپا است. این کشور محصور در خشکی در مرکز اروپا قرار دارد و از شرق و شمال توسط اتریش و از غرب و جنوب توسط سوئیس احاطه شده است. کوه‌های آلپ در شرق این شاهزاده‌نشین قرار دارد. غرب کشور متشکل از جلگهٔ سیلابی رود راین است.
رودهای مهم آن راین و سامینا است. این کشور آب و هوای آلپی معتدل دارد، البته دارای زمستان‌هایی بسیار سرد و تابستان‌هایی خنک است. منابع طبیعی آن ظرفیت نیروی برق‌آبی و زمین‌های قابل کشت است. زمین قابل کشت در این کشور ۲۴ درصد، جنگل‌ها ۳۵ درصد و علفزار ۱۶ درصد است. (برآورد ۱۹۹۳).
لیختن‌اشتاین مجموعاً ۷۶ کیلومتر مرز دارد که ۴۱ کیلومتر آن با سوئیس و ۳۵ کیلومتر آن با اتریش است. بلندترین نقطه کشور ۲٬۵۹۹ متر ارتفاع دارد (گراوشپیتز) و کم‌ارتفاع‌ترین نقطه نیز روگل نام دارد با ارتفاع ۴۳۳ متر.
پایتخت لیختن‌اشتاین فادوتس است اما بزرگ‌ترین شهر این کشور، شان با ۵ هزار و ۵۰۰ نفر جمعیت می‌باشد.

## جغرافیای فیزیکی

نقشه ناهمواری‌های لیختن‌اشتاین

لیختن‌اشتاین کشوری کوچک در قلب اروپا با مساحت حدود ۱۶۰ کیلومتر مربع (۶۲ مایل مربع) و جمعیتی نزدیک به ۴۰ هزار نفر است که از نظر وسعت با منطقهٔ واشینگتن دی‌سی هم‌اندازه به‌شمار می‌آید. این کشور در جنوب و غرب با سوئیس و در شرق و شمال با اتریش هم‌مرز است و مجموع طول مرزهای آن به ۷۶ کیلومتر (۴۷ مایل) می‌رسد. ارتفاع متوسط سرزمین لیختن‌اشتاین ۴۵۳ متر از سطح دریا است و بلندترین نقطهٔ آن قلهٔ گراوسپیتس با ۲٬۵۹۹ متر ارتفاع قرار دارد.
حدود نیمی از خاک کشور را کف دره راین دربر می‌گیرد که حاصلخیزترین و پرجمعیت‌ترین بخش لیختن‌اشتاین محسوب می‌شود. این ناحیه از نظر خاک‌شناسی دارای تنوع بالایی است و از شن و رس تا خاک‌های آلی و رسوبی در آن دیده می‌شود. دامنه‌های دره بیشتر از رسوبات آبرفتی، نهشته‌های یخچالی و لُس تشکیل شده‌اند. در مقابل، دوسوم شرقی کشور در قلمرو رشته‌کوه‌های ناهموار رَتیکون قرار دارد که بخشی از آلپ مرکزی به‌شمار می‌روند. این ارتفاعات شامل سه درهٔ اصلی‌اند و رود سامینا از آن‌ها سرچشمه می‌گیرد. در میانهٔ دره، کوه اسشنربرگ با ارتفاع ۷۳۰ متر قرار دارد. غرب کشور نیز شامل جلگهٔ سیلابی راین و درهٔ ایل است که با شیب شمالی-جنوبی گسترش یافته‌اند. این منطقه در گذشته زمین‌های باتلاقی داشت، اما با احداث کانال زهکشی در دههٔ ۱۹۳۰ میلادی به یکی از حاصلخیزترین نواحی کشاورزی کشور بدل شد.
از دیدگاه زمین‌شناسی، لیختن‌اشتاین در نقطهٔ برخورد آلپ غربی و آلپ شرقی قرار دارد. مرز این دو واحد ساختاری از لوستین‌اشتایگ تا فادوتس امتداد می‌یابد. بخش عمدهٔ ارتفاعات به رخسارهٔ آلپ شرقی تعلق دارد، در حالی که برآمدگی‌های فلاشربرگ و شلنبرگ در حاشیهٔ درهٔ راین، بخشی از منطقهٔ هلوتیک را نشان می‌دهند.

## آب‌وهوا

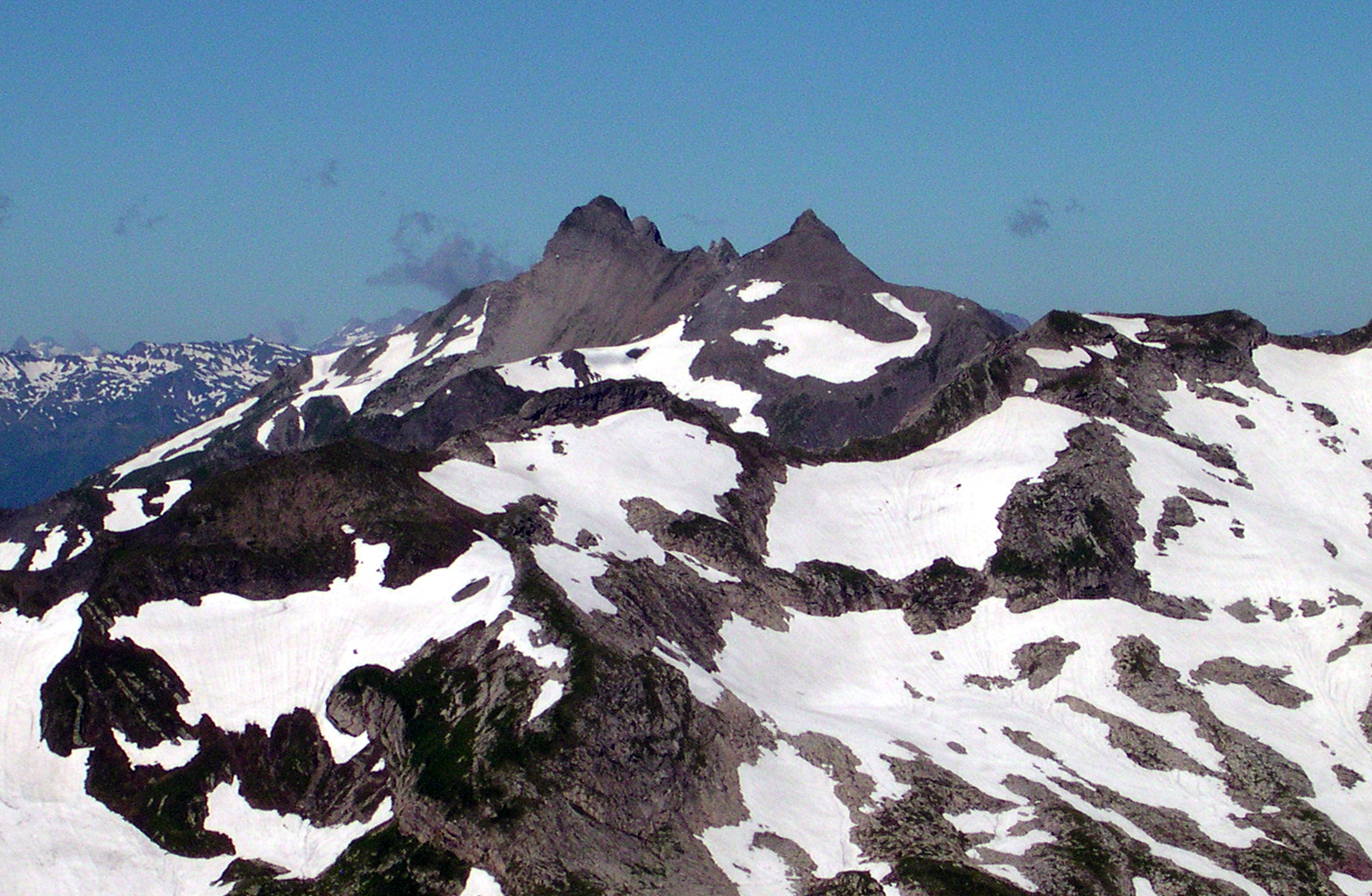
از چپ به راست: فوردر گراوشپیتس (راتیکون، سوئیس/لیختن‌اشتاین، ۲۵۹۹ متر)، بلندترین کوه در لیختن‌اشتاین و هینتر گراوشپیتس (همچنین: شوارتس‌هورن) (۲۵۷۴ متر) از سمت شرق.

آب‌وهوای لیختن‌اشتاین علی‌رغم موقعیت کوهستانی، معتدل توصیف می‌شود. بارش سالانه بسته به منطقه میان ۹۰۰ تا ۱۲۰۰ میلی‌متر متغیر است و در ارتفاعات کوهستانی به ۱۹۰۰ میلی‌متر نیز می‌رسد. دمای زمستان به ندرت به زیر ۱۵- درجهٔ سانتی‌گراد می‌رسد و میانگین دمای تابستان در محدودهٔ ۲۰ تا ۲۸ درجهٔ سانتی‌گراد نوسان دارد. یکی از عوامل مهم تأثیرگذار بر آب‌وهوا باد جنوبی گرم موسوم به «فُن» است که سبب افزایش طول دورهٔ رویش در بهار و پاییز و امکان کشت محصولات نامعمول در مناطق کوهستانی، مانند انگور و ذرت، می‌شود. با این حال، این باد گاه اثر منفی داشته و موجب خشک‌شدن خاک و آسیب به باغ‌های میوه می‌گردد.

## گیا و زیا
پوشش گیاهی کشور متنوع است؛ از گیاهان آبزی چون دم‌اسب و گونه‌های تالابی مانند نی و جگن تا گل‌هایی مانند پامچال چشم‌پرنده و گونه‌های متنوع ارکیده. جنگل‌های لیختن‌اشتاین ترکیبی از درختان پهن‌برگ نظیر راش مسی، افراهای گوناگون، نارون، زبان‌گنجشک و درخت نمدار است.
حیات وحش نیز غنی و متنوع است و گونه‌هایی چون گوزن سرخ، شوکا، بز کوهی (شاموا)، خرگوش، موش‌خرما، خروس سیاه، قرقاول، کبک جنگلی، روباه، گورکن، سمور، راسوی کوچک و راسوی سفید در زیست‌بوم‌های مختلف کشور یافت می‌شوند.
این تنوع جغرافیایی، زمین‌شناسی و زیستی در محدودهٔ کوچک لیختن‌اشتاین، آن را به یکی از نمونه‌های ویژهٔ هم‌نشینی کوهستان‌های آلپی و دره‌های حاصلخیز اروپای مرکزی بدل کرده است.
پوشش گیاهی کشور به‌طور کل همان چیزی است که با آب‌وهوای کوهستانی سازگار است: کوه‌های راش سفید و چمنزارها در مناطق مسطح‌تر. صندوق جهانی طبیعت قلمروی لیختن‌اشتاین را در بوم‌ناحیه‌ی کوهستان‌های معتدل سوزنی‌برگان که به نام کوه‌های آلپ شناخته می‌شود، قرار داده است.
۱۰۱ هکتار به‌عنوان تالاب‌های دارای اهمیت بین‌المللی تحت کنوانسیون رامسر محافظت می‌شوند، در یک سایت رامسر: روگلر ریت (Ruggeller Riet). در میان مناطق حفاظت‌شده‌ی لیختن‌اشتاین، می‌توان چندین ذخیره‌گاه طبیعی را نام برد: آیله‌هاگ، ذخیره‌گاه آو، ذخیره‌گاه بیرکا، دریاچه گامپرینر، هایلوس، روگلر ریت، اِشنِکِن‌آیله، شواب‌برونن-آشر و ویسانلس.

## تقسیمات کشوری

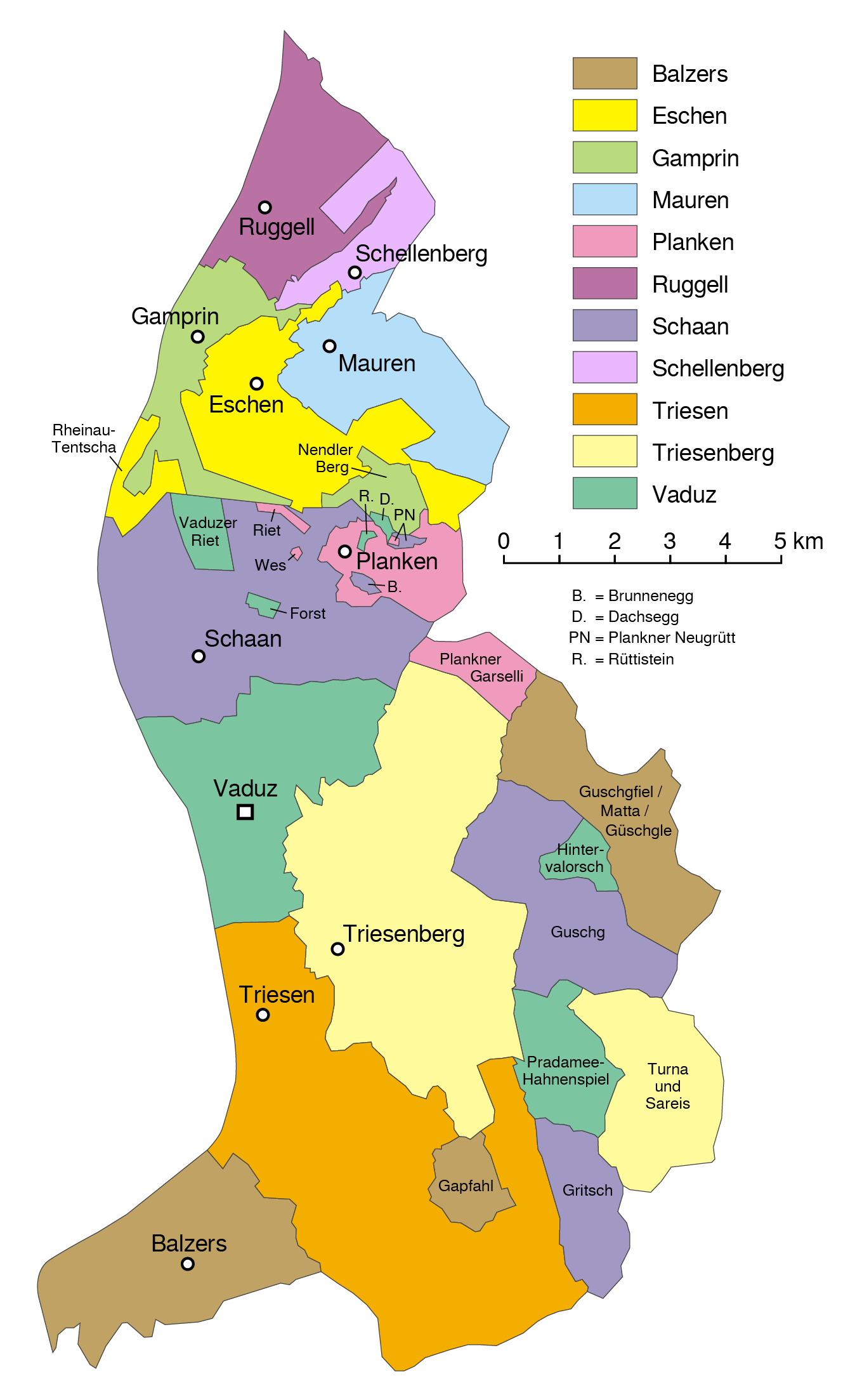
تقسیمات کشوری لیختن‌اشتاین

کشور لیختن‌اشتاین به ۱۱ شهرستان تقسیم شده است که بیشتر آن‌ها تنها از یک شهر تشکیل شده‌اند. ۵ شهرستان لیختن‌اشتاین که در شمال کشور قرار گرفته‌اند بخش انتخاباتی اونترلاند را تشکیل می‌دهند و ۶ شهرستان باقی‌مانده بخش انتخاباتی اوبرلاند را.
بخش انتخاباتی اونترلاند:
- روگل
- شلنبرگ
- گامپرین
- اشن
- ماورن

بخش انتخاباتی اوبرلاند:
- شان
- پلانکن
- فادوتس
- تریزنبرگ
- تریزن
- بالزرس

## جغرافیای انسانی
جمعیت ۳۷٬۸۰۲ نفر (برآورد اوت ۲۰۱۶) است. تراکم جمعیت ۲۳۵٫۳ نفر در هر کیلومتر مربع است. بر اساس سرشماری ۲۰۰۰، ۶۵٫۵٪ از جمعیت لیختن‌اشتاینی و ۳۴٫۴٪ بقیه‌اند. از نظر مذهب، بیشتر مردم کاتولیک (۷۶٫۲٪)، پروتستان (۷٪)، بی‌دین یا نامشخص (۱۰٫۶٪) و سایر ادیان (۶٫۲٪) هستند (ژوئن ۲۰۰۲). زبان‌های رایج آلمانی (زبان رسمی) و آلمانی آلپی هستند.
مرکز کشور، فادوتس، ۵٬۰۱۴ نفر جمعیت دارد (۲۰۰۴). افزون بر این شهر (Gemeinden، مفرد: Gemeinde), ۱۰ دهستان دیگر در کشور هستند: بالزرس، اشن، گامپرین، ماورن، پلانکن، روگل، شاان، شلنبرگ، تریزن و تریزنبرگ.

## جغرافیای اقتصادی
منابع طبیعی: به‌دلیل کوهستانی بودن و وجود رودها، دارای ظرفیت نیروگاه برق‌آبی و زمین کشاورزی است. استفاده از زمین: زمین کشاورزی ۲۴٪، کشت دائمی ۰٪، چراگاه دائمی ۱۶٪؛ جنگل ۳۵٪؛ سایر موارد ۲۵٪ (۱۹۹۳). زمین آبیاری‌شده ندارد.
ترکیب تولید ناخالص داخلی بر اساس بخش‌ها: ۸٪ کشاورزی، ۳۹٪ صنعت و ۵۴٪ بخش خدمات (۲۰۰۷). کشاورزی ۱٫۷٪ از جمعیت فعال را به‌کار گرفته، ۴۳٫۵٪ در صنعت کار می‌کنند و اکثریت (۵۵٫۴٪) در بخش خدمات (۳۱ دسامبر ۲۰۰۶).
با وجود اندازهٔ کوچک و منابع طبیعی محدود، لیختن‌اشتاین به اقتصادی بازار آزاد، بسیار صنعتی‌شده و شکوفا بدل شده، با بخش نیرومند خدمات مالی و بالاترین تولید ناخالص داخلی سرانه در جهان (۱۲۲٬۱۰۰ دلار، برآورد ۲۰۰۷). اقتصاد لیختن‌اشتاین بسیار متنوع است و شامل شمار زیادی شرکت کوچک. نرخ پایین مالیات بر درآمد شرکت‌ها (حداکثر ۲۰٪) و قوانین سادهٔ شرکتی، بسیاری از شرکت‌های هلدینگ را به ایجاد دفتر مرکزی در لیختن‌اشتاین ترغیب کرده است، که ۳۰٪ درآمدهای دولتی را تأمین می‌کنند. این کشور در اتحادیه گمرکی با سوئیس مشارکت دارد و از فرانک سوئیس به‌عنوان پول ملی استفاده می‌کند. بیش از ۹۰٪ از نیازهای انرژی خود را وارد می‌کند. از ۲۰۰۸، لیختن‌اشتاین تحت فشار فزایندهٔ بین‌المللی، به‌ویژه از سوی آلمان، برای بهبود شفافیت بخش بانکی و نظام مالیاتی‌اش بوده است. در اکتبر ۲۰۰۹، سازمان همکاری اقتصادی و توسعه (OECD) این شاهزاده‌نشین را از «فهرست خاکستری» کشورهایی که هنوز کنوانسیون‌های مالیاتی نمونهٔ این سازمان را اجرا نکرده بودند، خارج کرد.
محصولات کشاورزی شامل: گندم، چاودار، ذرت و سیب‌زمینی است. همچنین دامداری گاو وجود دارد و محصولات لبنی تولید می‌شود. صنایع متنوع شامل الکترونیک، ساخت فلز، محصولات دندان‌پزشکی، سفال، پارا دارو، مواد غذایی، ابزارهای دقیق و ابزار نوری و همچنین گردشگری است.
از نظر ترابری، ۲۰ کیلومتر خط لوله گاز (۲۰۰۹)، ۹ کیلومتر راه‌آهن و ۳۸۰ کیلومتر جاده (همگی آسفالت‌شده) دارد. همچنین ۲۸ مسیر آبی (۲۰۰۸) موجود است.

## نگارخانه

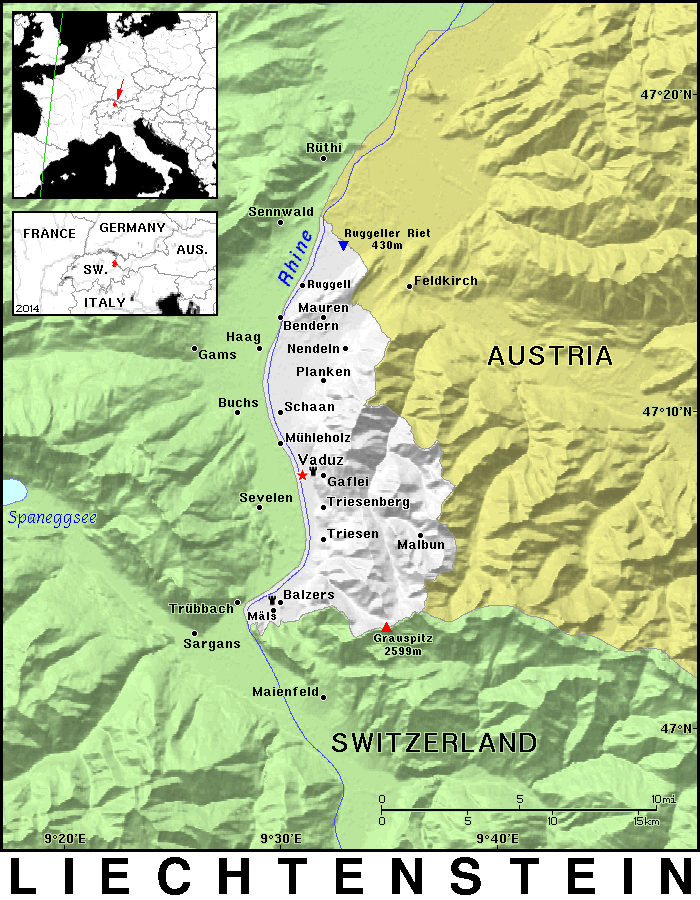
نقشهٔ سیاسی لیختن‌اشتاین با ناهمواری‌ها
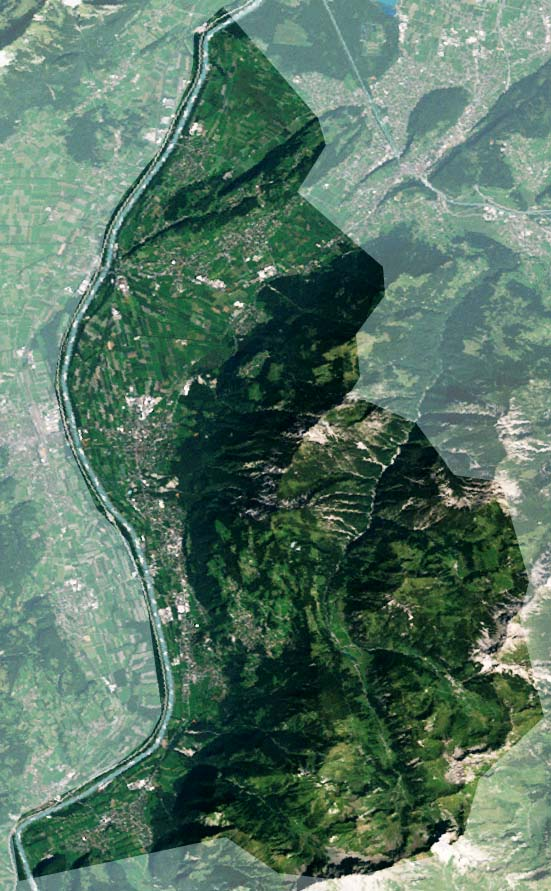
دید ماهواره‌ای
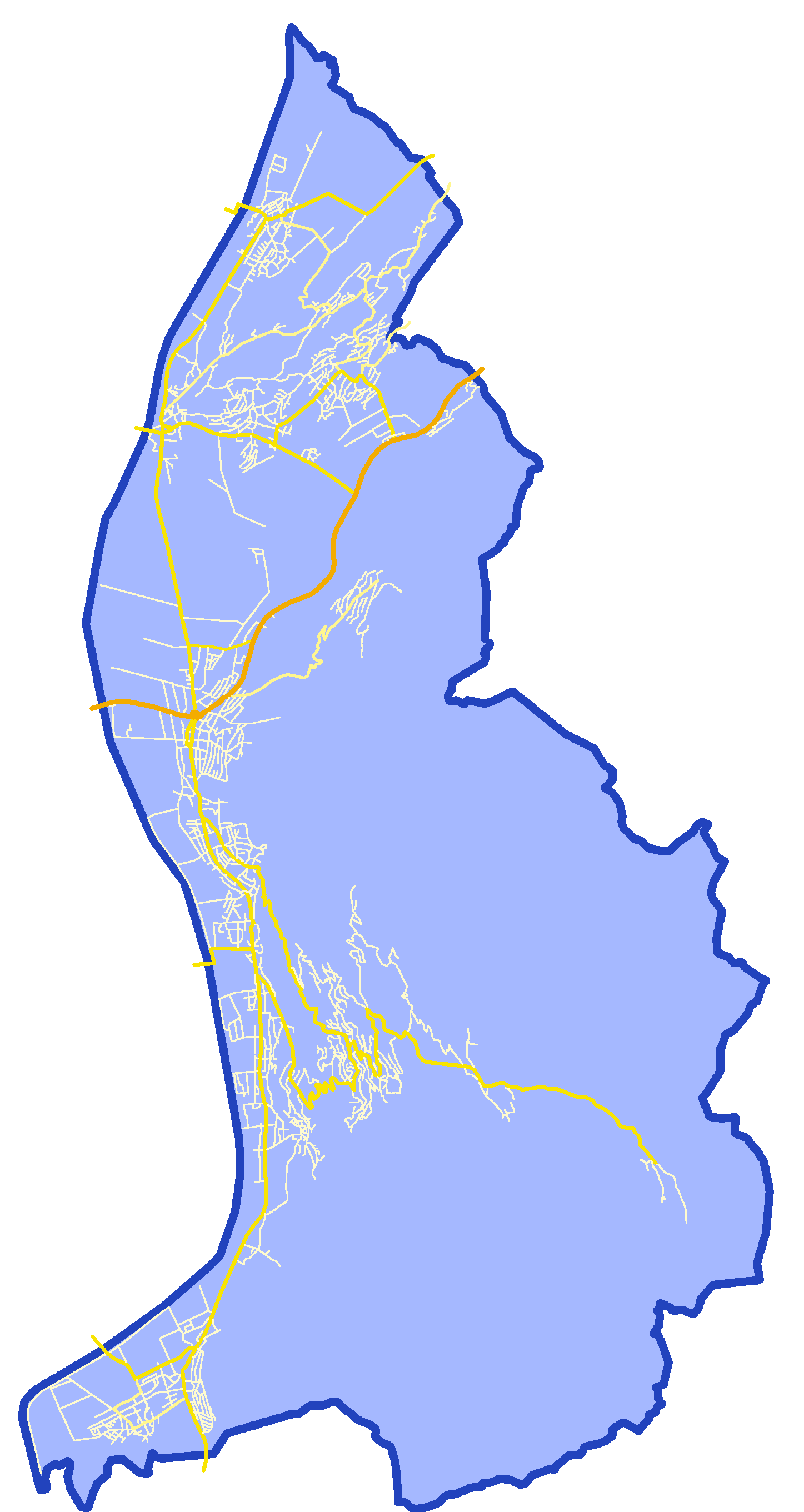
شبکه راه‌های لیختن‌اشتاین
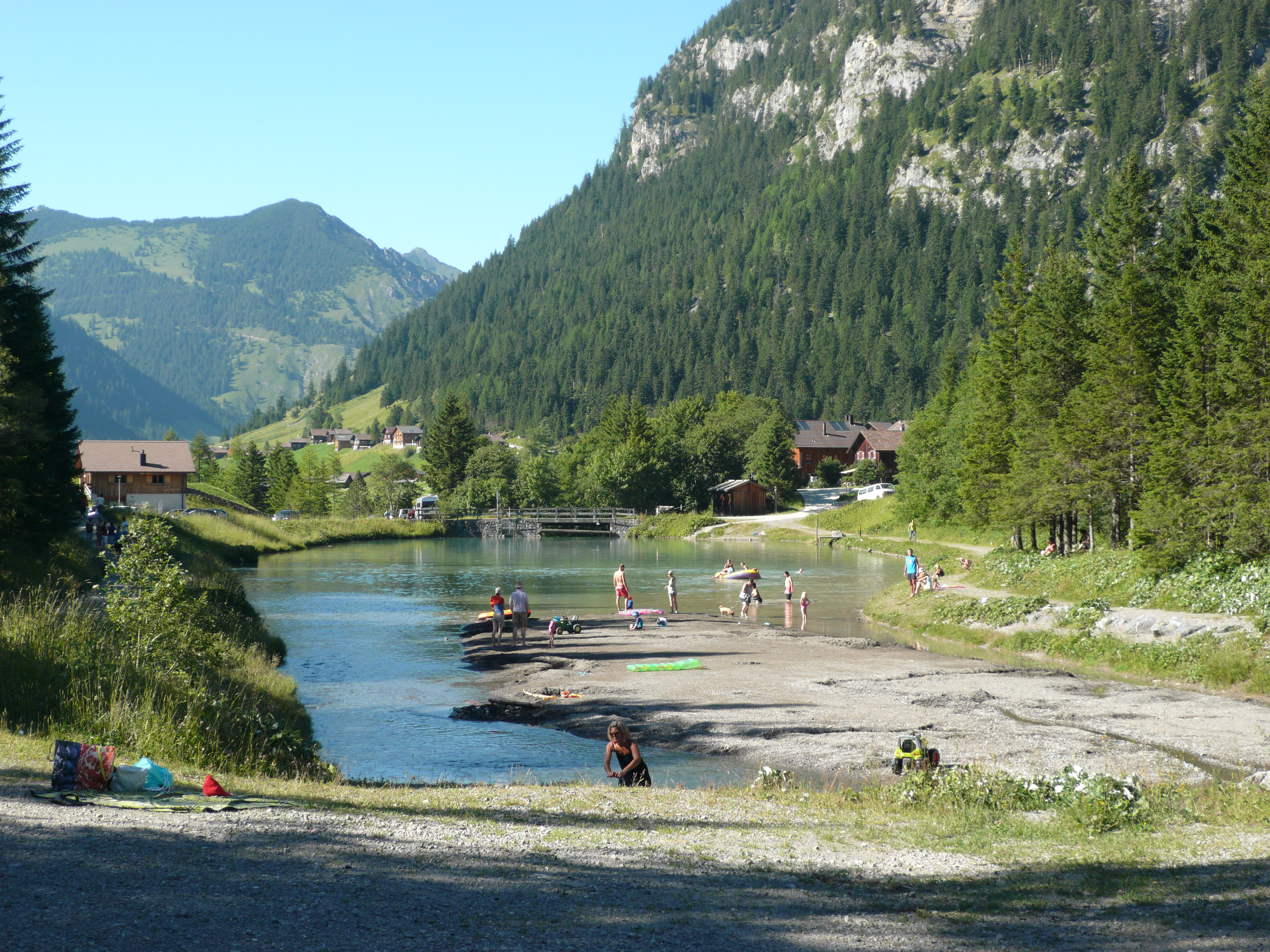
دریاچهٔ گانگِله
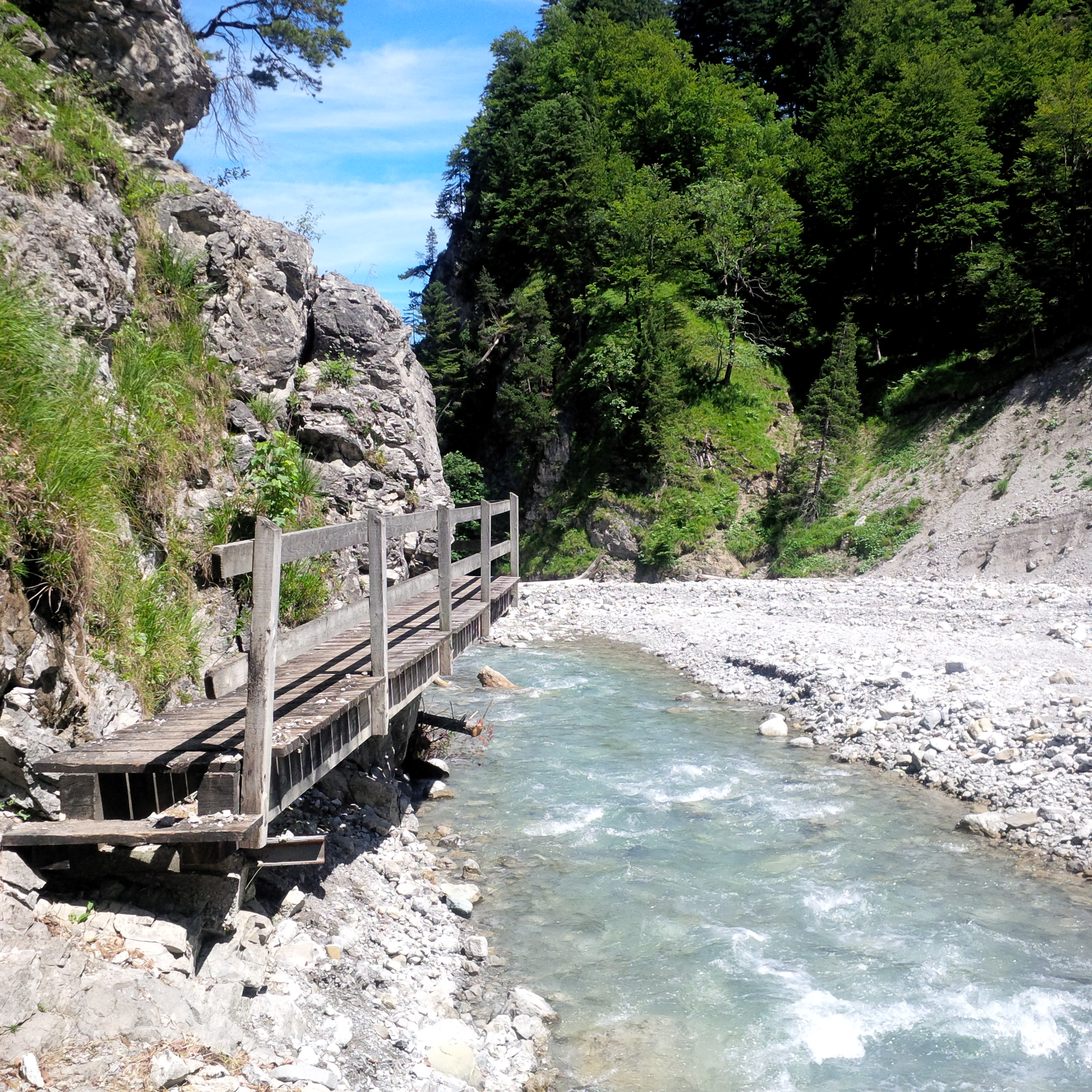
درهٔ رود سامینا